# Relais 4 × 400 mètres masculin aux Jeux olympiques d'été de 1936
Pour un article plus général, voir Athlétisme aux Jeux olympiques d'été de 1936.
Navigation
Los Angeles 1932 Londres 1948
L'épreuve du relais 4 × 400 mètres masculin aux Jeux olympiques de 1936 s'est déroulée les 8 et 9 août 1936 au Stade olympique de Berlin, en Allemagne. Elle est remportée par l'équipe de Grande-Bretagne (Frederick Wolff, Godfrey Rampling, William Roberts et Godfrey Brown).

## Résultats

### Finale
| Rang               | Pays            | Attelles                                                               | Temps        |
| ------------------ | --------------- | ---------------------------------------------------------------------- | ------------ |
| Médaille d'or      | Grande-Bretagne | Frederick Wolff Godfrey Rampling William Roberts Godfrey Brown         | 3 min 09 s 0 |
| Médaille d'argent  | États-Unis      | Harold Cagle Bob Young Eddie O'Brien Alfred Fitch                      | 3 min 11 s 0 |
| Médaille de bronze | Allemagne       | Helmut Hamann Friedrich von Stülpnagel Harry Voigt Rudolf Harbig       | 3 min 11 s 8 |
| 4                  | Canada          | Marshall Limon Phil Edwards William Fritz John Loaring                 | 3 min 11 s 8 |
| 5                  | Suède           | Sven Strömberg Per-Olof Edfeldt Olle Danielsson Bertil von Wachenfeldt | 3 min 13 s 0 |
| 6                  | Hongrie         | Tibor Ribényi Zoltán Zsitva József Vadas József Kovács                 | 3 min 14 s 8 |